# Артемьев, Константин Фёдорович
Константи́н Фёдорович Арте́мьев (1914—2010) — советский тренер по тяжёлой атлетике, судья международной категории, спортивный функционер. Президент Федерации тяжёлой атлетики СССР (1990).

## Биография
Родился 13 мая 1914 года в городе Колчьугино Российской империи, ныне Владимирской области, в многодетной семье Артемьевых: Фёдора Николаевича и его жены Ираиды Михайловны.
В 1938 году окончил Московский институт физической культуры (ныне Российский государственный университет физической культуры, спорта, молодёжи и туризма) и по распределению стал работать старшим преподавателем кафедры физического воспитания МВТУ им. Баумана. В 1939 году Артемьев был переведён на кафедру физической подготовки в Военно-воздушную академию имени Н. Е. Жуковского, а затем преподавал в Военной академии имени М. В. Фрунзе. В 1940 году разведывательный факультет академии, на котором работал К. Ф. Артемьев, был преобразован в Высшую разведывательную школу Генштаба Красной армии, а Константин Фёдорович в звании лейтенанта стал начальником физической подготовки. Одновременно работал тренером по тяжёлой атлетике, которая базировалась в ЦДКА.
Участник Великой Отечественной войны с октября 1941 года. С 1942 года К. Ф. Артемьев готовил разведчиков и диверсионные группы, которые сопровождал и забрасывал в тыл врага. После войны майор Константин Артемьев продолжил работать в разведывательной школе Главного разведывательного управления. В 1958 году его назначили на должность начальника кафедры физической подготовки в Военно-дипломатическую академию. В 1968 году в звании полковника он вышел по возрасту в отставку.
Уже работая в военной академии, Артемьев трижды избирался президентом Федерации тяжелой атлетики РСФСР. В 1973 году работал на должности старшего тренера по тяжелой атлетике сельских Добровольных спортивных обществ. Затем работал на должности старшего тренера по тяжелой атлетике в Спортивном комитете РСФСР и вскоре был отозван в Госкомспорт СССР на должность начальника отдела тяжелой атлетики. С 1969 года К. Ф. Артемьев являлся членом технического комитета Европейской федерации тяжелой атлетики (EWF). В 1990 году короткое время (до распада СССР) возглавил Федерацию тяжёлой атлетики СССР. С 1993 года был вице-президентом Федерации тяжёлой атлетики России. В 1998 году ушёл на заслуженный отдых.
Умер 24 ноября 2010 года. Был кремирован, урна с прахом захоронена в колумбарии Новодевичьего кладбища.

### Семья
Жена — Артемьева Елена Петровна (1921—2017, похоронена рядом с мужем) — старший преподаватель кафедры страноведения Московского автодорожного института, доцент. Дочь — Артемьева Татьяна Константиновна (род. 19420) — выпускница Московского педагогического института и Института иностранных языков, работает в Военной академии имени М. В. Фрунзе.

## Заслуги
- Был награждён орденами Отечественной войны II степени, Красной Звезды и медалями, а также знаками «За заслуги в развитии физической культуры и спорта» и «За заслуги в развитии Олимпийского движения в России».
- Удостоен звания «Заслуженный работник физической культуры РСФСР» (18.12.1985).